# 町田三郎 (政治家)
町田 三郎（まちだ さぶろう、1894年9月3日 - 1975年9月30日）は、日本の政治家。日本社会党衆議院議員（1期）。渋川市長（2期）。

## 経歴
群馬県出身。1914年慶應義塾商工部卒。生糸製造業に従事し、上毛精機、渋川製作所各(株)を創立し、社長となり、太平工業、吉野組製糸所、町田織物、東京建鉄各(株)の社長となる。群馬商工経済会理事、渋川町長を務める。
1946年の第22回衆議院議員総選挙において群馬県から日本社会党公認で立候補して当選した。衆議院議員を1期務め、次の1947年の第23回衆議院議員総選挙には出馬しなかった。
その後、1958年から渋川市長を2期務めた。